# Josef Fahringer
Josef Fahringer (21 de Dezembro de 1876 - 18 de Dezembro de 1950) foi um entomólogo da Áustria, de Viena.
Obteve o doutoramento na Universidade de Viena em 1904 e ensinou em Viena de 1904 a 1907. Depois ensinou em Most de 1907 até 1910 , em Brno de 1910 até 1913 e outra vez em Vienna de 1918 até 1936. Publicou a primeira monografia moderna sobre Braconidae: Opuscula braconolocica (4 partes, 1925-1937). Um especialista neste grupo, escreveu muitos outros artigos científicos sobre esse grupo e sobre outros Hymenoptera parasitas.